# Marathon van Frankfurt 2006
De marathon van Frankfurt 2006 werd gelopen op zondag 29 oktober 2006. Het was de 25e editie van deze marathon. 
De Keniaan Wilfred Kigen kwam, net als een jaar eerder, als eerste over de streep in 2:09.05. De Russische Svetlana Ponomarenko was de snelste bij de vrouwen in 2:30.04.

## Uitslagen

### Mannen
| rang   | naam                  | land | tijd    |
| ------ | --------------------- | ---- | ------- |
| Goud   | Wilfred Kigen         | KEN  | 2:09.05 |
| Zilver | Moses Arusei          | KEN  | 2:10.29 |
| Brons  | Francis Bowen         | KEN  | 2:10.48 |
| 4      | Peter Kiprotich       | KEN  | 2:10.56 |
| 5      | Peter Kiplagat Chebet | KEN  | 2:11.44 |
| 6      | Peter Korir           | KEN  | 2:12.07 |
| 7      | Hussen Adilo          | ETH  | 2:12.26 |
| 8      | Thomas Chemitei       | KEN  | 2:13.13 |
| 9      | Andrew Limo           | KEN  | 2:13.24 |
| 10     | Boaz Kimaiyo          | KEN  | 2:13.30 |

### Vrouwen
| rang   | naam                 | land | tijd    |
| ------ | -------------------- | ---- | ------- |
| Goud   | Svetlana Ponomarenko | RUS  | 2:30.04 |
| Zilver | Kirsten Otterbu      | NOR  | 2:31.19 |
| Brons  | Hafida Izem          | MAR  | 2:31.29 |
| 4      | Claudia Dreher       | GER  | 2:32.21 |
| 5      | Gulnara Vigovskaya   | RUS  | 2:32.50 |
| 6      | Kutre Dulecha        | ETH  | 2:33.53 |
| 7      | Robe Tola            | ETH  | 2:39.17 |
| 8      | Viola Bor            | KEN  | 2:42.24 |
| 9      | Askale Tafa          | ETH  | 2:43.20 |
| 10     | Prisca Kiprono       | KEN  | 2:43.31 |

1981 ·
1982 ·
1983 ·
1984 ·
1985 ·
1986 ·
1987 ·
1988 ·
1989 ·
1990 ·
1991 ·
1992 ·
1993 ·
1994 ·
1995 ·
1996 ·
1997 ·
1998 ·
1999 ·
2000 ·
2001 ·
2002 ·
2003 ·
2004 ·
2005 ·
2006 ·
2007 ·
2008 ·
2009 ·
2010 ·
2011 · 
2012 · 
2013 · 
2014 · 
2015 · 
2016 · 
2017